# بنو الفرات
بنو الفرات كانت عائلة شيعية من الموظفين المدنيين في الخلافة العباسية في أواخر القرن التاسع وأوائل القرن العاشر، وكان العديد منهم يشغلون منصب الوزير. وفي المصادر، غالبًا ما يشار إلى أفراد العائلة ببساطة باسم ابن الفرات. إلى جانب منافسيهم، بني الجراح، سيطروا على الحكومة المركزية للخلافة في العقود الأولى من القرن العاشر.
وكان من أبرز أفراد العائلة:
- أبو العباس أحمد بن محمد بن موسى بن الحسن بن الفرات (توفي 904)، رئيس وزراء المالية في الخلفاء المعتضد والمكتفي حتى وفاته.
- أبو الحسن علي بن محمد بن موسى بن الحسن بن الفرات (855-924)، نائب أخيه أحمد، وزير في أعوام 908-912، و917-918، و923-924. تم عزله وإعدامه مع ابنه المحسن بسبب إساءة استخدام السلطة في تموز 924.
- أبو الخطاب جعفر بن محمد بن موسى بن الحسن بن الفرات (ت 909/910)، رئيس دائرة أراضي الشرق والغرب من سنة 908 إلى وفاته.
- أبو الفتح الفضل بن جعفر بن الفرات (توفي سنة 938)، شغل عدة مناصب في وزارات المالية وإيرادات الأراضي، وكان وزيرًا لعدة أشهر في عامي 932 و937. الوزير الأخير للخليفة المقتدر بالله. وكان أيضًا وزيرًا للخليفة الراضي.
- أبو الفضل جعفر بن الفضل بن الفرات (921–1001)، المعروف أيضًا بابن حنزابة. وزير الإخشيديين في مصر، ترأس الإدارة خلال السنوات الأخيرة قبل الفتح الفاطمي للبلاد.